# Rena Schereschewskaja

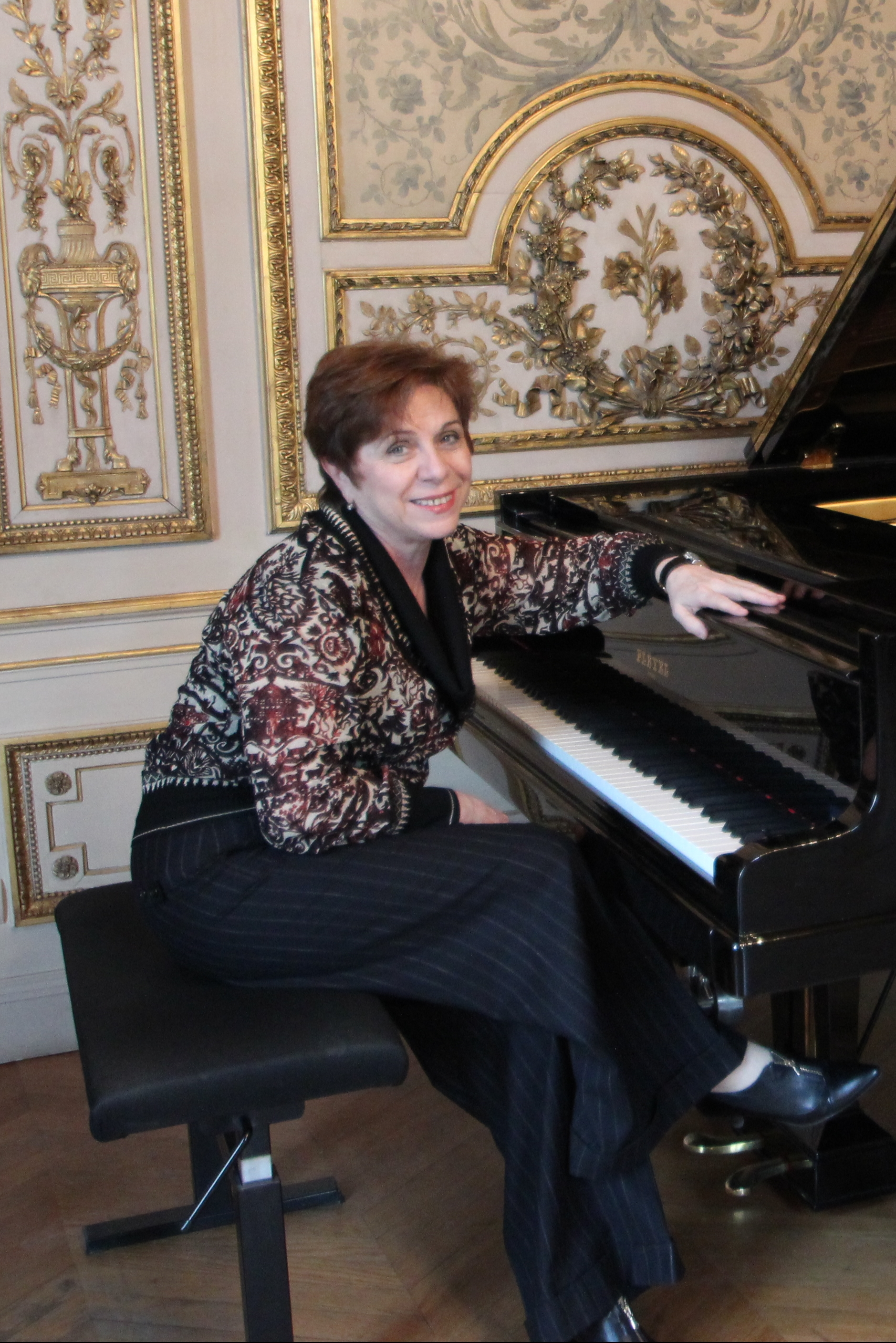
Rena Schereschewskaja (2012)

Rena Mitchad qızı Mustafabejli-Schereschewskaja (aserbaidschanisch-kyrillisch Рена Митхад гызы Мустафабейли-Шерешевская, englisch Rena Shereshevskaya; * 17. Juni 1954 in Baku, Aserbaidschanische Sozialistische Sowjetrepublik) ist eine russische Pianistin und Klavierpädagogin aserbaidschanischer Herkunft.

## Karriere
In der Sowjetunion geboren, begann sie das Klavierspiel im Alter fünf Jahren in einem Konservatorium, danach im Tschaikovski-Konservatorium in Moskau. Dort studierte sie unter anderem bei Lev Vlassenko. Im Alter von 22 Jahren erhielt sie den Abschluss mit Auszeichnung als Solist, Kammermusiker und Lehrer.
Von 1991 bis 1993 leitete sie die Klavierabteilung an der Musikhochschule Ippolitow-Iwanow in Moskau.
Im Jahr 1993 wurde sie nach Colmar eingeladen, eine Professur am Konservatorium zu übernehmen. Sie hat Meisterkurse auf der ganzen Welt erteilt (Frankreich, USA, Kanada, Italien etc.). Sie bereitete den französischen Pianisten Lucas Debargue auf den 15. Tschaikowski-Wettbewerb vor, wo er von einer Außenseiterposition aus den 4. Preis und den Publikumspreis errang.
Ihr Schüler Alexandre Kantorow gewann beim darauf folgenden Wettbewerb im Jahr 2019 den ersten Preis.